# Gerhard Tremmel
Gerhard Martin Tremmel (født 16. november 1978 i München, Vesttyskland) er en tysk tidligere fodboldspiller (målmand). 
Kluge spillede i en årrække i Bundesligaen, hvor han blandt andet repræsenterede Unterhaching, Hannover 96 og Cottbus. I perioden 2011-2017 repræsenterede han Swansea City i den engelske Premier League. Han var dog i hele perioden primært reservemålmand, og nåede på de seks år kun at spille 29 Premier League-kampe. 
I sæsonen 2012-13, hvor Swansea var trænet af danske Michael Laudrup, var Tremmel med til at vinde Liga Cuppen med klubben. Han spillede hele kampen i finalesejren på hele 5-0 over Bradford, og var også med til at spille Europa League med klubben det følgende år.
Efter at have stoppet sin aktive karriere har Tremmel fungeret som talentspejder for Swansea.

## Titler
Football League Cup
- 2013 med Swansea City